# Liste der Monuments historiques in Saint-Sauveur (Oise)
Die Liste der Monuments historiques in Saint-Sauveur (Oise) führt die Monuments historiques in der französischen Gemeinde Saint-Sauveur auf.

## Liste der Bauwerke
| Bezeichnung           | Beschreibung                  | Standort | Kennzeichnung | Schutzstatus | Datum | Bild           |
| --------------------- | ----------------------------- | -------- | ------------- | ------------ | ----- | -------------- |
| Kirche Sainte-Trinité | Erbaut im 15./16. Jahrhundert | (Lage)   | PA00114875    | Inscrit      | 1948  | weitere Bilder |

## Liste der Objekte

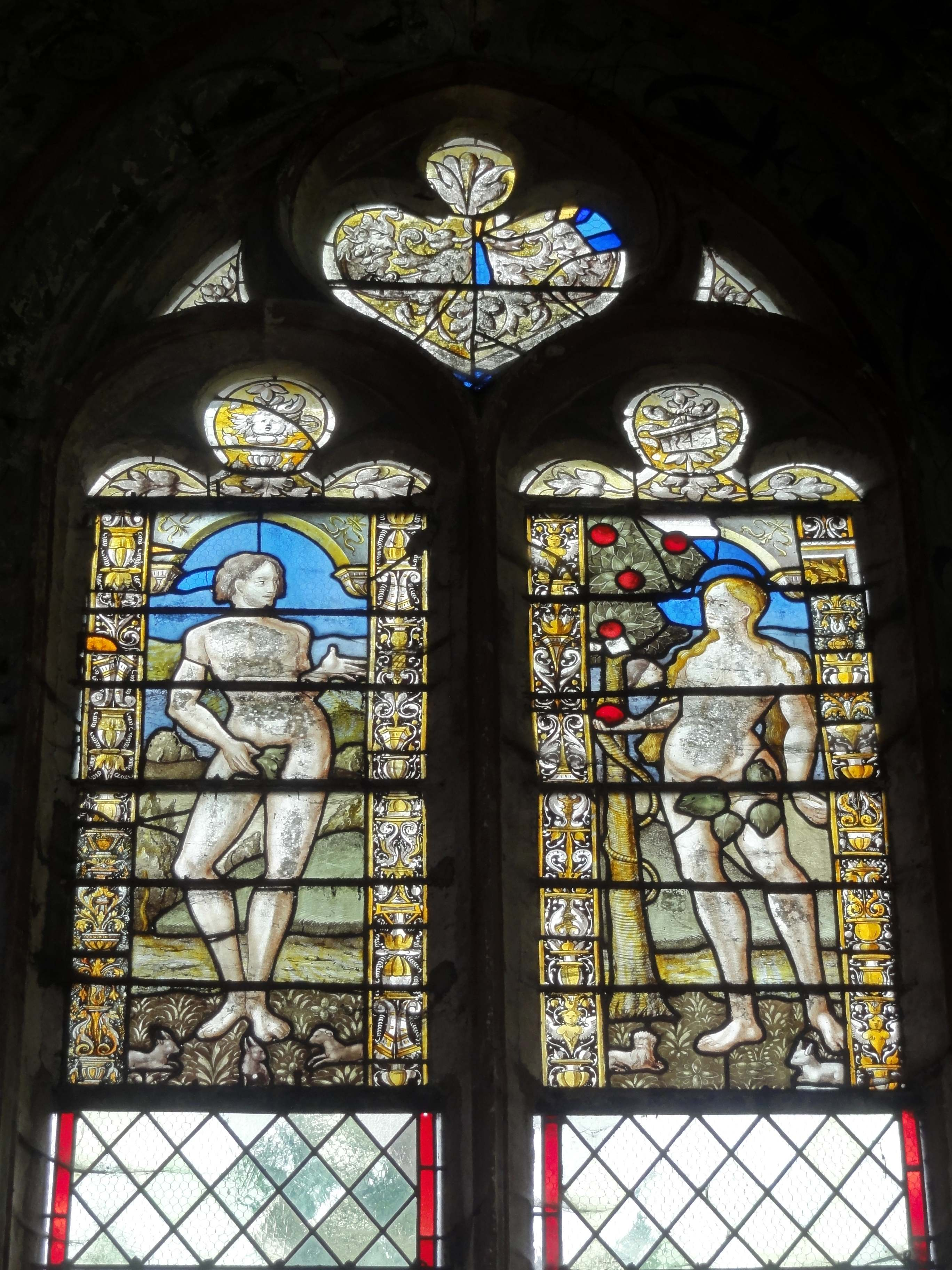
Fenster Adam und Eva in Saint-Sauveur

- Monuments historiques (Objekte) in Saint-Sauveur (Oise) in der Base Palissy des französischen Kultusministeriums

Siehe auch: Adam und Eva (Saint-Sauveur)